# Eumenes zimmermanni
Eumenes zimmermanni är en stekelart som beskrevs av Giordani Soika 1934. Eumenes zimmermanni ingår i släktet krukmakargetingar, och familjen Eumenidae. Inga underarter finns listade i Catalogue of Life.